# Treibscheibe

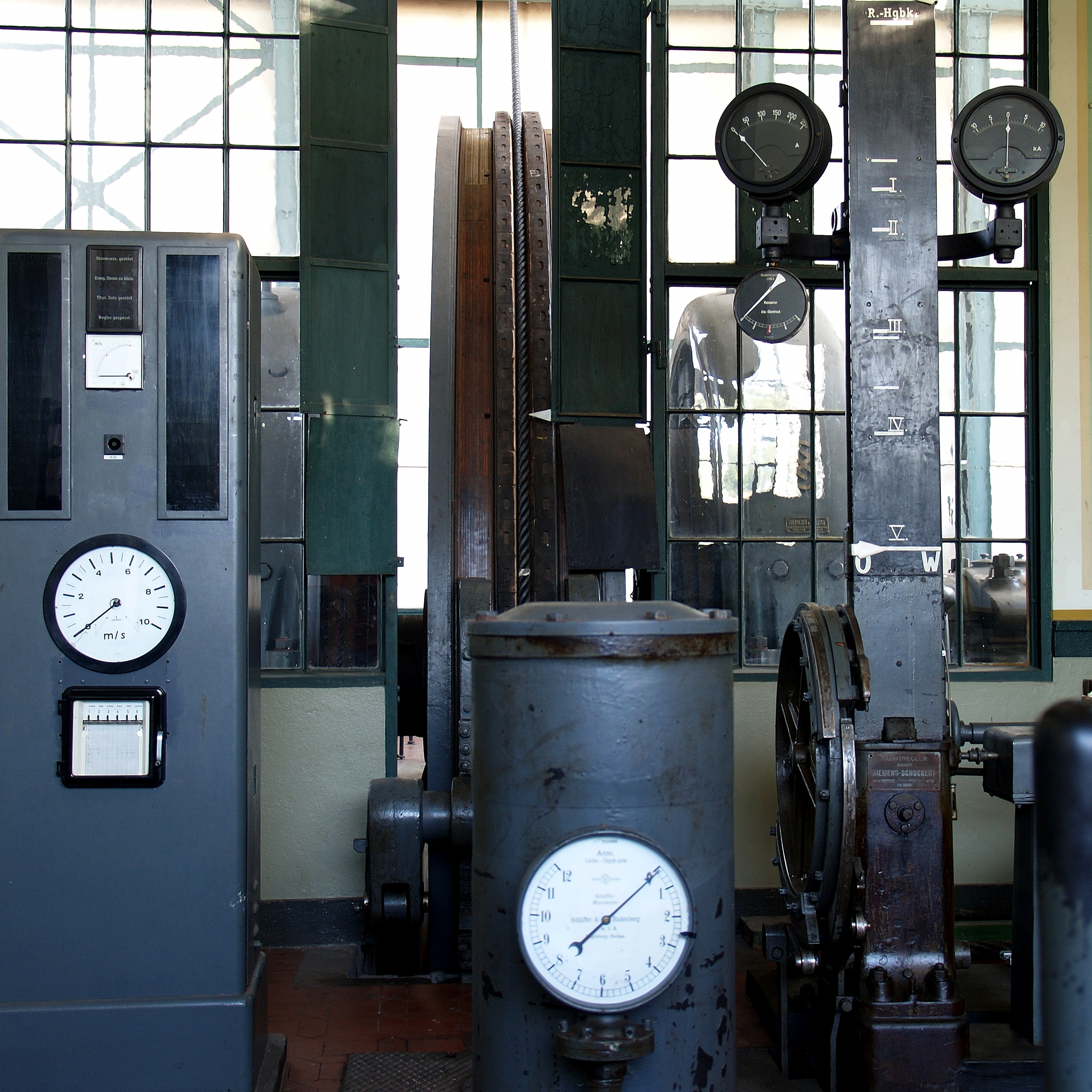
Abb. 1 Treibscheibe einer Fördermaschine auf der Zeche Zollern

Als Treibscheibe (nach ihrem Erfinder Carl Friedrich Koepe auch Koepe-Scheibe genannt) bezeichnet man den Seilträger einer Antriebsmaschine, bei dem die Antriebsenergie des Motors mittels Reibschluss auf das Förderseil übertragen wird. Treibscheiben werden u. a. in Schachtförderanlagen, Aufzügen und Liftanlagen eingesetzt.

## Aufbau

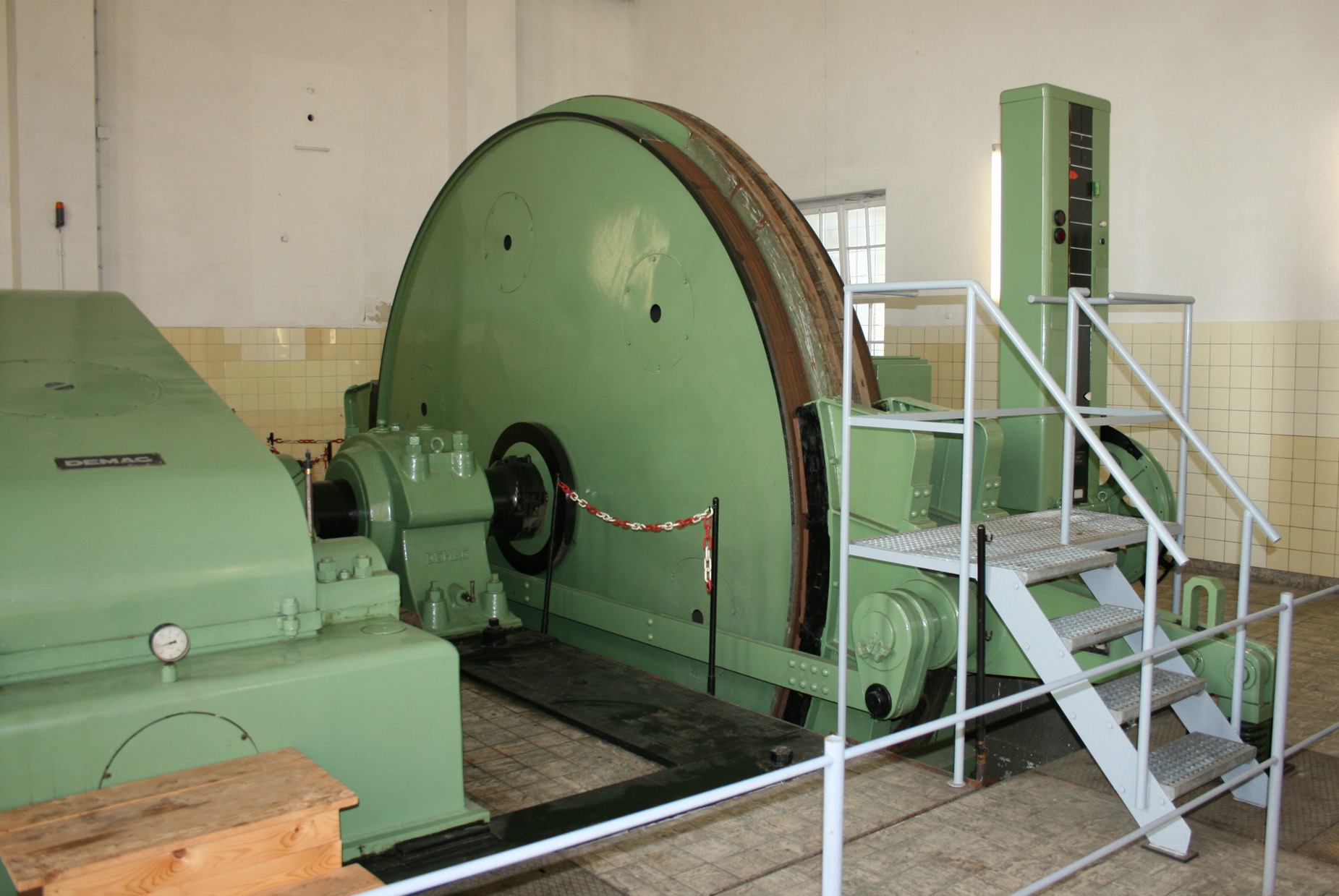
Abb. 2 Seitenansicht einer Treibscheibe

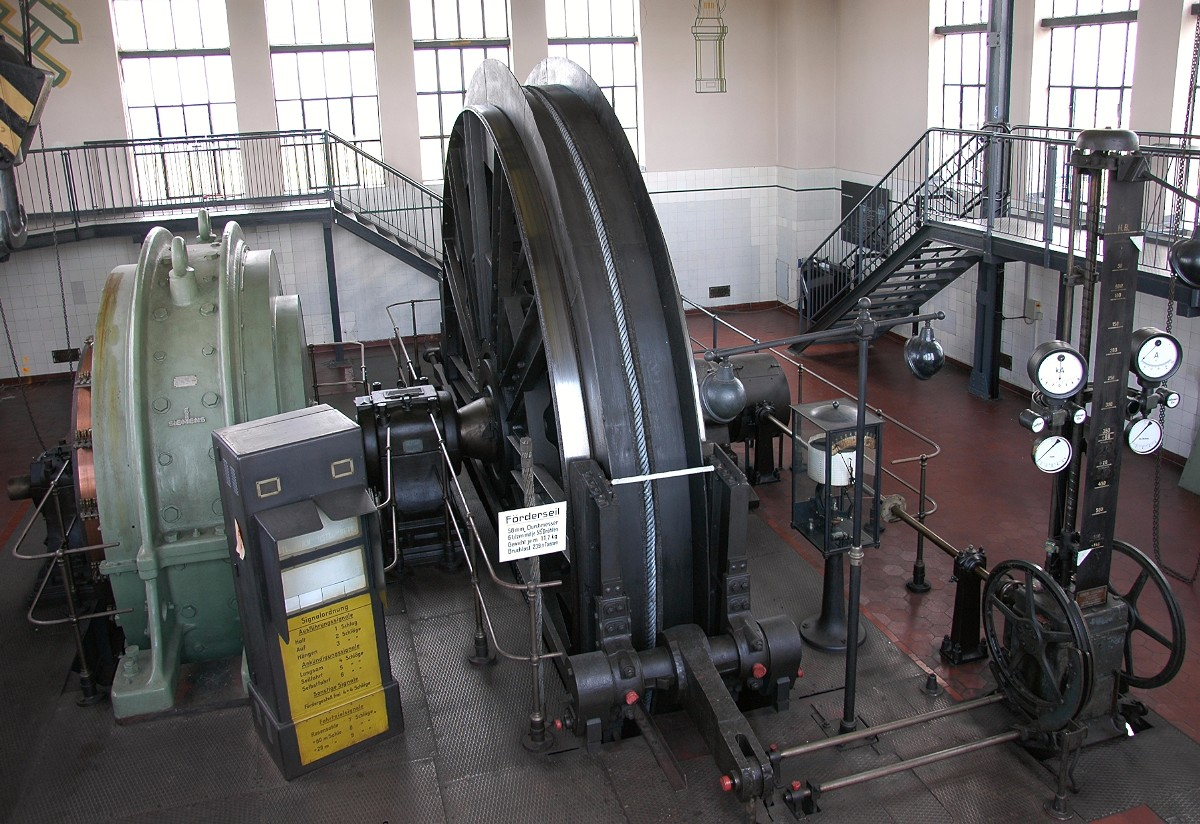
Abb. 3 Treibscheibe mit elektrischer Turmfördermaschine von 1923 in Oelsnitz/Erzgebirge

Treibscheiben werden meist als Stahlguss- oder Graugusskonstruktionen, teilweise auch als geschweißte Konstruktionen, hergestellt. Sie bestehen aus einer Vollwand- oder einer Speichenscheibe. Je nach Verwendungszweck werden sowohl gehärtete als auch ungehärtete Scheiben eingesetzt. Der Durchmesser der Treibscheiben ist abhängig vom Nenndurchmesser des verwendeten Förderseils. Er beträgt je nach verwendetem Seiltyp das 40–120fache des Seilnenndurchmessers. Bei Schachtfördermaschinen kann der Treibscheibendurchmesser 6–8 Meter betragen, bei kleinen Personenaufzügen liegt der Treibscheibendurchmesser unter einem halben Meter. Der Treibscheibendurchmesser hat dabei einen großen Einfluss auf das erforderliche Motordrehmoment. Je größer der Treibscheibendurchmesser ist, desto größer muss das erforderliche Motordrehmoment sein. Es gibt Treibscheiben, in welche der Antriebsmotor integriert ist, diese kombinierten Scheiben haben je nach Leistung des Fördermaschinenmotors Gewichte von bis zu 70 Tonnen. Zur Vergrößerung der Auflagefläche und somit der Reibung wird die Treibscheibe mit Rillen ausgestattet, dabei sind die unterschiedlichen Rillenformen abhängig von der erforderlichen Treibfähigkeit der Scheibe. Die Rillen müssen eine ausreichende Härte aufweisen, damit sich die Rillenkontaktfläche nicht plastisch verformen kann. Die Paarung Förderseil/Treibscheibe muss aufeinander abgestimmt sein, um die bestmögliche Kraftübertragung zu gewährleisten. Dies betrifft Treibscheibendurchmesser, Rillenform und Nenndurchmesser des Förderseils.

### Rillenformen
Es gibt bei Treibscheiben vier Rillenformen:
- Rundrille ohne Unterschnitt (auch Halbrundrille)
- Rundrille mit Unterschnitt (auch Sitzrille)
- Keilrille
- Keilrille mit Unterschnitt

Je nach verwendeter Rillenform wird das Seil gut geführt (Rundrille) oder in die Rille eingepresst (Keilrille). Die Führung und die Pressung sind zwei Faktoren, die wesentlichen Einfluss einerseits auf die Treibfähigkeit, andererseits auf die Lebensdauer haben. Die Rundrille bietet die schlechteste Kraftübertragung. Bei der Keilrille kommt es zu enormen Querdruck auf den Seilquerschnitt, deshalb beansprucht die Keilrille das Seil am meisten. Allerdings bietet die Keilrille die größte Treibfähigkeit. Die Rundrille mit Unterschnitt ist die gebräuchlichste Rillenform.

#### Unterschnitt
Wenn unter der Rund- bzw. der Seilrille eine rechteckige Nut eingestochen ist, so wird von Unterschnitt gesprochen. Je stärker der Unterschnitt, umso größer ist der Anpressdruck und umso höher ist die Abnutzung des Seils und der Seilrille. Der Unterschnittwinkel, der mit α bezeichnet wird (nicht zu verwechseln mit dem mit gleichem Zeichen angegebenen Umschlingungswinkel, siehe unten), ist der Winkel zwischen dem Seilmittelpunkt und den beiden Übergangspunkten von der Rille und beträgt zwischen minimal 70 ° und maximal 106 °.

## Treibfähigkeit

Abb. 4 Umschlingungswinkel α

Eine entscheidende Komponente für eine Treibscheibe ist die Treibfähigkeit. Die Treibfähigkeit ist die Erhöhung der übertragbaren Umfangskraft in Abhängigkeit von der Vorspannkraft {\displaystyle F_{2}}, des Reibwertes {\displaystyle \mu } und des Umschlingungswinkels {\displaystyle \alpha =\alpha _{2}-\alpha _{1}} (vgl. Abb. 4 und 5). Um eine ausreichende Treibfähigkeit zwischen den Tragseilen der Treibscheibe zu gewährleisten, muss die Treibfähigkeit sowohl rechnerisch als auch durch Fahrproben nachgewiesen werden. Die Treibfähigkeit hängt vom Reibbeiwert (auch Reibungszahl genannt) und vom Umschlingungswinkel des Förderseiles ab.

### Reibschluss
Da die Kraftübertragung mittels Reibschluss erfolgt, ist ein hoher Reibwert, auch Reibungszahl oder Reibungskoeffizient genannt, erforderlich. Deshalb werden Stahlnuten nur bei kleineren Aufzugsanlagen mit Förderseilen aus hochfesten Faserseilen verwendet. Da bei größeren Förderanlagen grundsätzlich Stahlseile verwendet werden, ist es hier erforderlich, ein Treibscheibenfutter zu verwenden. Als Treibscheibenfutter werden Werkstoffe in die Treibscheibenrille eingesetzt, die verschleißfest sind und einen hohen Reibwert von 0,4–0,7 besitzen. Dadurch ist ein ausreichender Reibschluss gewährleistet. Dabei sollte die Rillentiefe beim Einbau des Treibscheibenfutters dem ½–fachen Seilnenndurchmesser entsprechen. Sowohl die Nuten als auch das Treibscheibenfutter sind einem gewissen Verschleiß unterworfen, der sich durch Abrieb der Nuten bzw. des Treibscheibenfutters bemerkbar macht. Je nach Betriebszustand oder Verschleiß des Treibscheibenfutters kann der Reibungskoeffizient, der die Umschlingungsreibung an der Treibscheibe maßgeblich beeinflusst, verschlechtert werden.

### Umschlingungswinkel

Abb. 5 Seilkräfte an der Treibscheibe a) und infinitesimaler Ausschnitt b)

Der Umschlingungswinkel beträgt je nach Führung des Förderseils zwischen 135° und 210°. Ein größerer Umschlingungswinkel verringert die Seilrutschgefahr, da das Seil mehr Auflagefläche hat. Er kann erzielt werden durch entsprechende Positionierung der Treibscheibe zur Seilumlenkscheibe. Durch Vergrößerung des horizontalen Abstands der Treibscheibe zu den Ablenkscheiben vergrößert sich auch bei Flurförderanlagen der Umschlingungswinkel. Der Umschlingungswinkel ist im Wesentlichen bauartbedingt und ist nach der Fertigstellung der Förderanlage eine unveränderliche Größe.

### Herleitung der Treibfähigkeit
Im Folgenden wird die Herleitung der Verhältnisse entsprechend der Eytelwein’schen Gleichung dargestellt (vgl.).
Mit der Annahme, dass die Seilkraft {\displaystyle F_{1}} größer als die Kraft {\displaystyle F_{2}} ist, ergibt sich die modellhafte Darstellung nach Abbildung 5(a). Die Treibscheibe ist in ihrem Mittelpunkt gelagert und das Seil läuft auf dem Umfang. Für das Kräftegleichgewicht in x- und y-Richtung ergeben sich mit dem infinitesimalen Freischnitt aus Abbildung 5(b), den Winkeln der Seilauflagepunkte {\displaystyle \alpha _{1}} sowie {\displaystyle \alpha _{2}}, der tangentialen Kraft {\displaystyle F_{\text{t}}} und normalen Kraft {\displaystyle F_{\text{n}}} sowie den jeweiligen differentiellen Größen:
{\displaystyle {\begin{aligned}\sum ^{\rightarrow }F_{x}=0:\quad &\left(F+dF\right)\cos {\frac {d\alpha }{2}}-F\cos {\frac {d\alpha }{2}}-dF_{\text{t}}=0\\&dF\cos {\frac {d\alpha }{2}}-dF_{\text{t}}=0\\\sum ^{\rightarrow }F_{y}=0:\quad &\left(F+dF\right)\sin {\frac {d\alpha }{2}}+F\sin {\frac {d\alpha }{2}}-dF_{\textrm {n}}=0\\&\left(2F+dF\right)\sin {\frac {d\alpha }{2}}-dF_{\text{n}}=0.\end{aligned}}}
Beide Gleichgewichtsbedingungen sind über das Amontons’sche Gesetz
{\displaystyle dF_{\text{t}}=\mu dF_{\text{n}}}
mit dem Reibungskoeffizienten {\displaystyle \mu } verbunden und ergeben eingesetzt:
{\displaystyle dF\cos {\frac {d\alpha }{2}}-\mu (2F+dF)\sin {\frac {d\alpha }{2}}=0.}
Unter den Bedingungen, dass es sich um kleine Winkel handelt und Differentiale höherer Ordnung als klein angesehen werden, lässt sich die Gleichung vereinfachen:
{\displaystyle {\begin{aligned}dF-\mu Fd\alpha &=0\\{\frac {dF}{F}}&=\mu d\alpha .\end{aligned}}}
Die Integration über den Seilabschnitt ergibt mit {\displaystyle \alpha =\alpha _{2}-\alpha _{1}}:
{\displaystyle {\begin{aligned}\int \limits _{F_{2}}^{F_{1}}{\frac {dF}{F}}&=\mu \int \limits _{\alpha _{1}}^{\alpha _{2}}d\alpha \\\ln |F_{1}|-\ln |F_{2}|=\ln \left|{\frac {F_{1}}{F_{2}}}\right|&=\mu (\alpha _{2}-\alpha _{1})=\mu \alpha \\{\frac {F_{1}}{F_{2}}}&=e^{\mu \alpha }.\end{aligned}}}
Die Seilkräfte {\displaystyle F_{1}} und {\displaystyle F_{2}} sind größer oder gleich null, da Seile nur Zugkräfte übertragen können. Damit ist das maximal mögliche Kräfteverhältnis bestimmt. Da {\displaystyle F_{1}} kleiner als {\displaystyle F_{2}} sein kann, lässt sich die Bedingung, dass kein Rutschen auftritt, wie folgt formulieren:
{\displaystyle F_{2}\cdot e^{-\mu \alpha }\leq F_{1}\leq F_{2}\cdot e^{\mu \alpha }.}
Wird nicht das maximal mögliche Verhältnis zwischen {\displaystyle F_{1}} und {\displaystyle F_{2}} ausgenutzt, erfolgt eine Aufteilung von {\displaystyle \alpha } in einen Nutz- und Sicherheitswinkel.
Für {\displaystyle F_{1}} größer als {\displaystyle F_{2}} ist die Treibfähigkeit der Treibscheibe durch
{\displaystyle {\frac {F_{1}}{F_{2}}}=e^{\mu \alpha }}
definiert.(vgl.)

## Flächenpressung
Aufgrund des Verschleißes des Treibscheibenfutters ist besonders auf die Flächenpressung {\displaystyle p} zu achten. Sie sollte nicht größer sein als
{\displaystyle p\leq 200\,\mathrm {\frac {N}{cm^{2}}} }
und lässt sich überschlägig ermitteln gemäß der Formel:
{\displaystyle p\approx {\frac {F_{1}+F_{2}}{D\cdot d}}}
mit:
- Kraft {\displaystyle F_{1}} in Trum 1
- Kraft {\displaystyle F_{2}} in Trum 2
- Treibscheibendurchmesser {\displaystyle D}
- Seilnenndurchmesser {\displaystyle d}.

## Entwicklung
Im Blickpunkt der Entwicklung liegt besonders die Vergrößerung der Treibfähigkeit. Dazu werden verschiedene Ansätze verfolgt. Einer besteht darin, die Reibung durch den Einsatz neuartiger Kunststoffseile zu erhöhen. Ein anderer in Verbindung mit Stahlseilen versucht, die Treibfähigkeit durch Einbringung von Permanentmagneten in die Treibscheibe zu vergrößern (Magnettreibscheibe). Beide Ansätze haben das Ziel, bei gleichzeitiger Verschleißreduzierung, die bewegten Massen im Fördersystem zu verringern.